# Cimiano (Peñamellera Baja)
Cimiano ist ein Dorf in der Gemeinde Peñamellera Baja der autonomen Region Asturien. Cimiano ist 2 km entfernt von Panes, dem Verwaltungssitz der Gemeinde.

## Geographie
Cimiano mit seinen 60 Einwohnern (Stand 2011) liegt auf 44 – 52 m über NN.

## Fiesta
In Cimiano gibt es viele Veranstaltungen, über das ganze Jahr verteilt, wie der Veranstaltungskalender der Gemeinde zeigt.

## Klima
Der Sommer ist angenehm mild, aber auch sehr feucht. Der Winter ist ebenfalls mild und nur in den Hochlagen streng.
Temperaturen im Februar 2007 3–9 °C
Temperaturen im August 2007 19–25 °C

## Sehenswürdigkeiten
- Palacio (Hofgut) de La Abariega o La Abadiega